# Edificio Cancillería (Buenos Aires)
El edificio Cancillería es la actual sede del Ministerio de Relaciones Exteriores y Culto de la República Argentina. Se ubica en el número 1212 de la calle Esmeralda, en la esquina con la calle Arenales en el barrio de Retiro de la Ciudad de Buenos Aires.

## Historia y características
En 1971, durante la dictadura militar encabezada por Alejandro Lanusse, se llevó a cabo el concurso de proyectos de arquitectura para construir la nueva sede de la Cancillería, a ubicarse en un terreno en la esquina de las calles Juncal y Esmeralda, donde hasta ese momento se rumoreaba la edificación de un hotel de la cadena Hilton, finalmente cancelado. Un año después, se elegía como ganadora la propuesta de los arquitectos Natan Aizentat y Carlos Rajlin (asociados con Mónica Levinton y Carlos Dodero), comenzandose la etapa de documentación y documentación para los pliegos de licitación. En un contexto de inestabilidad política, en 1974 el Canciller del nuevo gobierno peronista, consideró demasiado reducidas las dimensiones del terreno elegido originalmente, y se avanzó con la expropiación del lote vecino, antiguamente ocupado por la mansión de la familia de Leonardo Pereyra y Antonia Iraola, demolida pocos años antes.

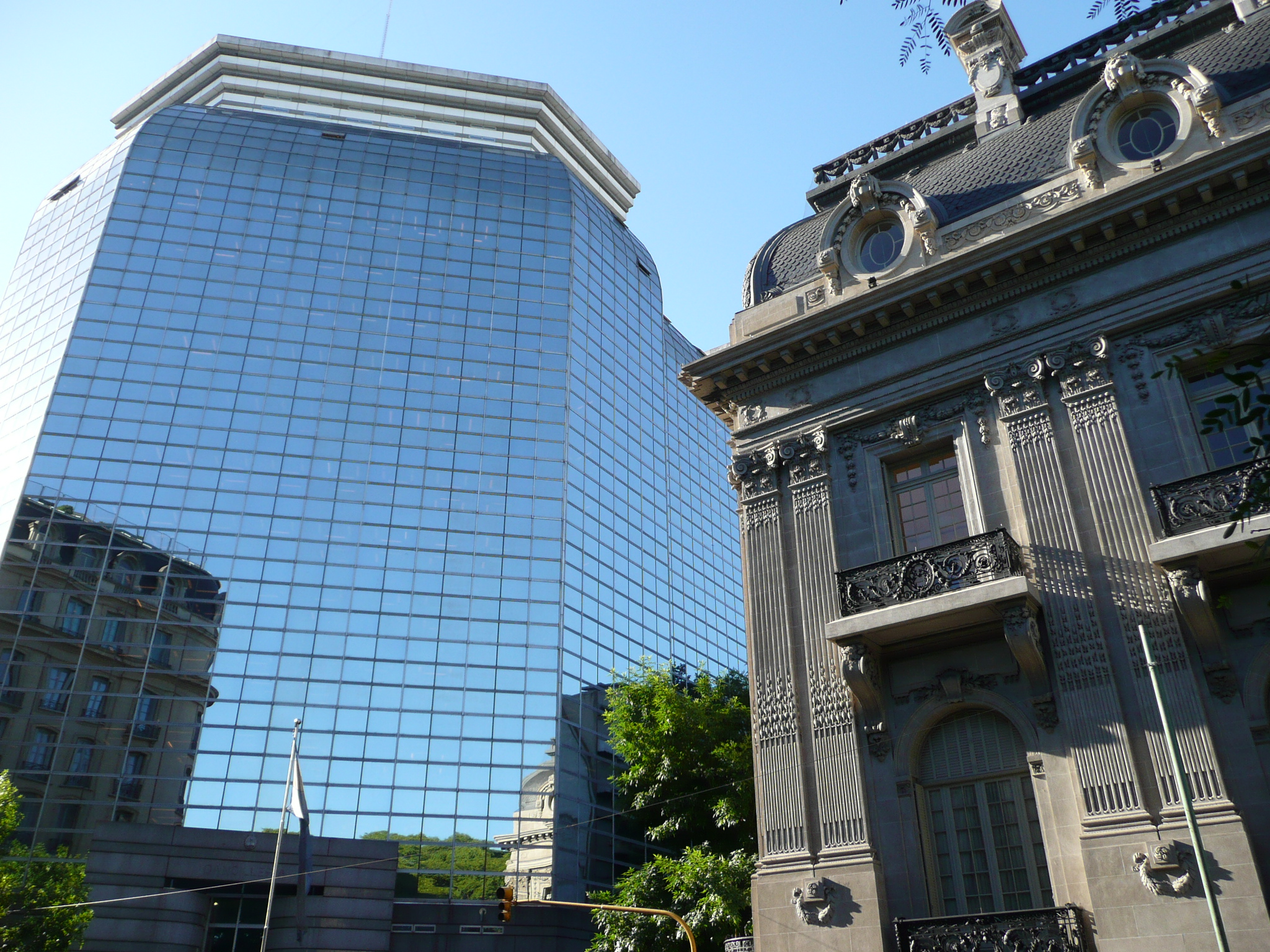
Vista junto con el Palacio San Martín.

Ya bajo una nueva dictadura militar, en 1979 el proyecto modificado durante la administración anterior volvió a ser cuestionado por el gobierno del momento, debiendo ser reducido en sus dimensiones nuevamente. Los procesos de licitación, afectados por el proceso inflacionario y diversas irregularidades, también aportaron a la demora en el comienzo de la construcción, que pudo iniciarse recién en 1983, mientras la Argentina regresaba al sistema democrático. Los trabajos tardaron cerca de 15 años, y la nueva Cancillería comenzó a utilizarse en 1999. Su costo fue de más de 70 millones de pesos argentinos. El edificio posee en su interior varias obras de arte.
La sede está dividida en tres sectores, tiene una superficie de 42.000 metros cuadrados cubiertos sobre un terreno de 2600 metros cuadrados y una altura de 16 pisos. Comenzó a construirse el 30 de mayo de 1983, pese a que la licitación de las obras fue realizada en 1972.
En el momento de la inauguración Guido Di Tella era el canciller argentino. A la ceremonia celebrada el 23 de diciembre de 1998, acudió el entonces presidente Carlos Menem, junto con ministros y legisladores, además de embajadores y otros funcionarios.
Actualmente el Palacio San Martín, sede anterior del Ministerio, funciona solamente como edificio ceremonial.
En 2010, se inició con la construcción de un edificio anexo de 18.000 metros cuadrados sobre la calle Basavilbaso, destinado al archivo y a la atención al público.